# Pedicularis crenularis
Pedicularis crenularis är en snyltrotsväxtart som beskrevs av Hui Lin Li. Pedicularis crenularis ingår i släktet spiror, och familjen snyltrotsväxter. Inga underarter finns listade i Catalogue of Life.